# Cryptophagus mainensis
Cryptophagus mainensis is een keversoort uit de familie harige schimmelkevers (Cryptophagidae). De wetenschappelijke naam van de soort werd in 1924 gepubliceerd door Thomas Lincoln Casey.